# Stephan Elbern
Stephan Elbern (* 13. Januar 1957 in Bonn) ist ein deutscher Althistoriker.
Elbern ist der Sohn des Berliner Museumsdirektors Victor H. Elbern. Er studierte an der Freien Universität Berlin Geschichte, Kunstgeschichte und Latein. 1982 wurde er bei Alexander Demandt mit einer Arbeit über Usurpationen im spätrömischen Reich promoviert. Er arbeitet als Sachbuchautor und Reiseführer und wohnt in Bad Frankenhausen.

## Veröffentlichungen
- Usurpationen im spätrömischen Reich. Bonn 1984 (Habelts Dissertationsdrucke Reihe Alte Geschichte, Bd. 18).
- Alter Orient – Klassisches Altertum. Norderstedt 2006.
- Caesar: Staatsmann, Feldherr, Schriftsteller. Mainz 2008.
- Nero: Kaiser, Künstler, Antichrist. Mainz 2010.
- mit Katrin Vogt: Wo ist eigentlich ... begraben? Grabstätten historischer Persönlichkeiten aus Antike und Mittelalter. Philipp von Zabern Verlag, Darmstadt/Mainz 2011 ISBN 978-3-8053-4329-9
- Schwert und Geist. Bedeutende Heerführer des Altertums. Darmstadt 2012. (Kritische fachwissenschaftliche Rezension.)